# Oceanic Airlines

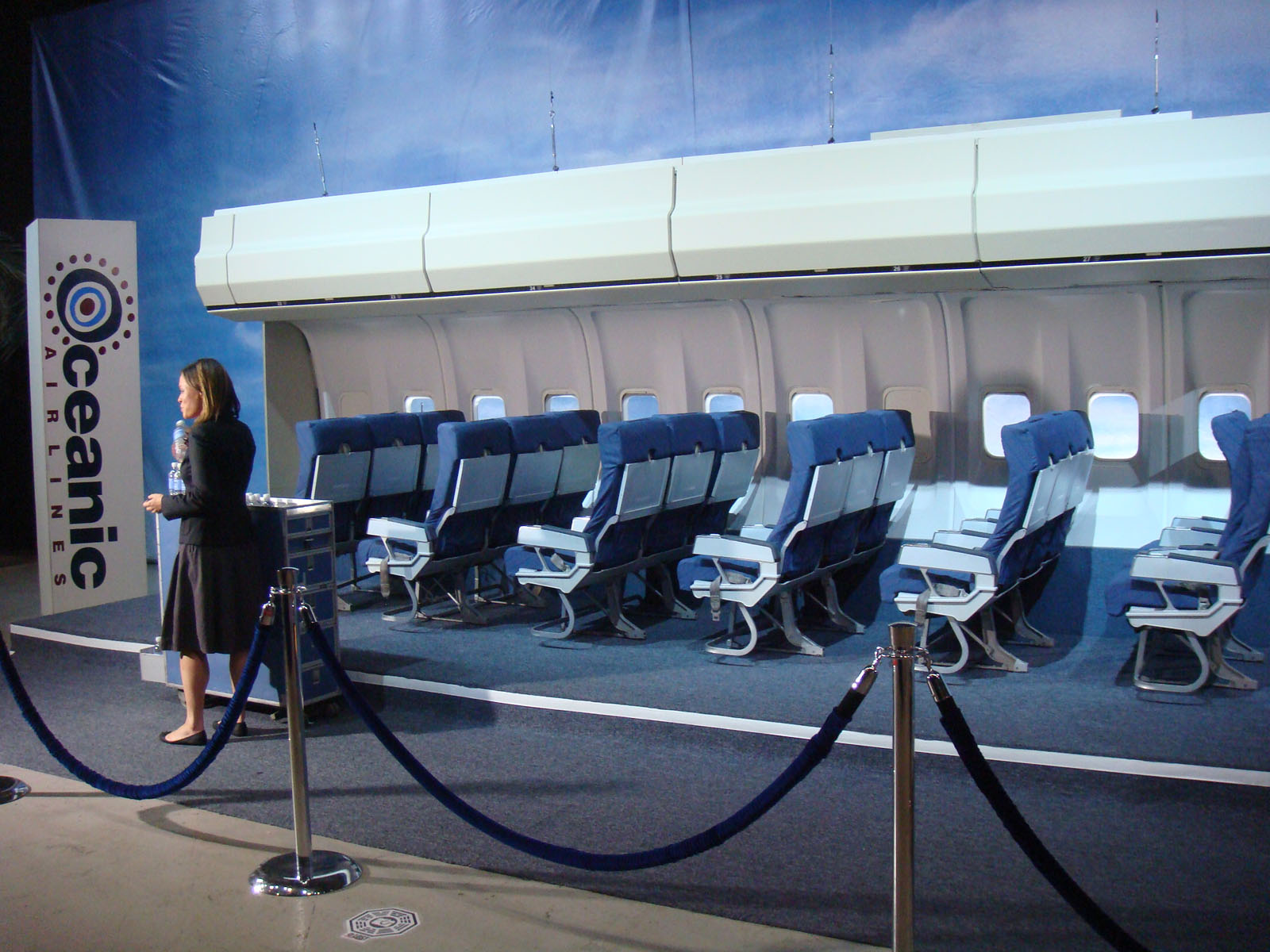
Fotografía de una plató reflejando el interior del famoso vuelo Oceanic 815

Oceanic Airlines, y con menor frecuencia Oceanic Airways, es la línea aérea ficticia que se utiliza en varias películas, programas de televisión y libros de historietas.
El uso más famoso de esta marca es en la serie de televisión Lost, donde Oceanic Airlines aparece con un logotipo altamente estilizado que representa un motivo aborigen australiano, un ojo de buey, una isla o una "O" (de Oceanic ). La trama de la serie comienza con el accidente de uno de los vuelos de esta aerolínea: El Vuelo 815 de Oceanic Airlines.
La compañía aérea con este nombre también se han usado en muchos otros medios de comunicación, con sus primeros usos la década de 1960. Antes de Lost, el uso más importante de Oceanic Airlines se encontraba en la película de 1996 Executive Decision. Los productores de la película filmaron varias tomas de dos aviones Boeing 747 con logo de Oceanic Airlines (pero no el mismo logo utilizado más adelante en Lost). Este material de archivo se ha reutilizado en varias películas y programas de televisión, difundiendo la marca de Oceanic Airlines a través de diversos universos ficticios y sin relación.